# 栗原古城
栗原 古城（くりばら こじょう、1882年〈明治15年〉9月17日 - 1969年〈昭和44年〉6月17日）は、日本の英文学者・評論家・翻訳家。本名は、栗原 元吉（くりばら もときち）。

## 経歴
1882年、埼玉県北足立郡大宮町（のち大宮市）に生まれる。東京高等師範学校附属中学校（現・筑波大学附属中学校・高等学校）で平田禿木に学び、上田敏とも知遇を得た。第一高等学校在学中の1902年、『明星』12月号にイワン・ツルゲーネフの短編訳「世のをはり」を発表し、以後、同誌に翻訳の発表を続け、当時の日本では知られていなかったオスカー・ワイルドやウィリアム・バトラー・イェイツなどを紹介した。
1903年、東京帝国大学文科大学英文学科に入学し、夏目漱石と上田敏の教えを受ける。1906年、漱石から、末松謙澄著『日本の面影』（原書は末松がイギリスで日本を紹介するために著した『Rising Sun』）の邦訳の仕事を依頼され、森田草平と共に引き受けている。
1906年、東京帝国大学を卒業し、東京毎日新聞に勤務。その頃から『芸苑』や『帝国文学』などに文学評論を発表している。1921年、東京女子大学講師、その後、実践女子専門学校、東洋大学を経て、1952年、立正大学講師となり、1957年から教授となった。

## 人物
漱石宅に出入りし、漱石の『文学評論』について「これこそ日本人の頭脳が生んだ真の特色ある名編で、今後は無論これ以上のものも出るかも知れぬが，今迄のところでは真に空前と称して差支えない傑作である」と絶賛している。
石川啄木とも親しく、明治41年、啄木の長編小説『鳥影』を東京毎日新聞に連載できるように斡旋した。
大正時代には英米を中心としたヨーロッパ思想家の紹介に力を注ぎ、トーマス・カーライル、ラルフ・ワルド・エマーソンなどの翻訳で知られる。特にジョン・ラスキンの翻訳では質量ともに当時の第一人者であった。
趣味は文学、書画。

## 著書
- 『西洋武士道譚』（北星堂書店） 1915
- 『神人と魔人』（紫雨出版社） 1919
- 『戦闘及び貧の崇拝』（予章堂） 1920

## 翻訳
- 『偉人論講話』（ラルフ・ワルド・エマーソン、東亜堂書房） 1913
- 『死後は如何』（メーテルリンク、玄黄社） 1916
- 『衣装の哲学』（カーライル、岩波書店） 1917
- 「ラスキン叢書」全5巻（玄黄社）
  1. 『永久の歓び』 1917
  2. 『塵の倫理』 1917
  3. 『塵の倫理』 1918
  4. 『胡麻と百合』 1918
  5. 『時と潮』 1918
- 『モンテーニュ随筆集』（ミシェル・ド・モンテーニュ、国民文庫刊行会） 1927 - 1928
- 『ヘンリー・ライクロフトの手記』（ジョージ・ギッシング、角川書店） 1955